# Супергрупа SAR
SAR супергрупа е клон, който включва Heterokontophyta (Stramenopiles), Alveolata и Rhizaria.
Първата буква от всяка група дава името „SAR“.
Супергрупата включва по-голямата част от организмите в Chromalveolata, но не и Hacrobia.
Терминът „Harosa“ (с ранг на подцарство) също са се използва за тази група.